# Johann Carl von Eckenberg
Johann Carl von Eckenberg, oppure Eggenberg (Harzgerode, 6 aprile 1684 – Lussemburgo, 1748), è stato un attore teatrale, comico e circense tedesco.

## Biografia
Eckenberg, figlio di un sellaio e di una ballerina, iniziò la sua carriera come acrobata, specializzandosi in giochi di forza che lo fecero soprannominare "il forte" e "Sansone l'invincibile".
Dopo di che divenne direttore di una compagnia propria e, grazie alla protezione del re Federico Guglielmo I di Prussia, organizzò fortunati spettacoli a Berlino, nel resto della Germania, in Belgio, Polonia e Danimarca, lottando talvolta contro difficoltà finanziarie e ostilità da parte dei circoli accademico-teologici.
I suoi spettacoli erano una miscela di drammoni sensazionali (come ad esempio Hauptund Staatsaktionen), di danze, di farse, di esercizi acrobatici, cui a volte si aggiungeva qualche dramma più nobile (ad esempio di Andreas Gryphius).
Eckenberg era un uomo di spettacolo, e le cronache del tempo raccontano che durante le sue esibizioni reggesse una panca di legno a un'estremità con i denti, mentre all'altra estremità suonava una tromba; oppure giaceva con testa e piedi su due sedie, e sul suo corpo salivano sei uomini e riusciva a sostenere questo peso.
Eckeberg non solo fu il primo acrobata professionista famoso, ma anche il fondatore del primo teatro permanentemente registrato nella storia culturale di Berlino.

## Teatro
- Hauptund Staatsaktionen;
- Leo Armenius, oder Fürstenmord (dramma);
- Katharina von Georgien, oder bewehrete Beständigkeit (dramma);
- Cardenio und Celinde, oder unglücklich Verliebte (dramma);
- Ermordete Majestät oder Carolus Stuardus König von Gross Brittannien (dramma);
- Großmütiger Rechts-Gelehrter, oder Sterbender Aemilius Paulus Papinianus (dramma);
- Verlibtes Gespenste / Die gelibte Dornrose (dramma doppio).